# Петров, Пётр Сергеевич
Пётр Сергеевич Петров (22 сентября 1919, д. Рытое, Смоленская губерния — 4 сентября 2002, Москва) — советский футболист, защитник.

## Карьера
За свою карьеру выступал в московских командах «Спартак», «Локомотив» и «Метрострой».
За «Спартак» провёл один матч 19 июля 1938 года чемпионата СССР с московским «Пищевиком», игра завершилась победой «Спартака» 3:0.